# Alexis-Bläuling
Der Alexis-Bläuling (Glaucopsyche alexis) ist ein Schmetterling (Tagfalter) aus der Familie der Bläulinge (Lycaenidae).

## Merkmale
Der Alexis-Bläuling ist ein relativ großer Bläuling, der wegen metallisch grüner Sprenkel auf der grauen Flügelunterseite von anderen Bläulingsarten unterschieden werden kann. Die Flügeloberseiten der Männchen sind blau gefärbt und besitzen einen schwarzen, weiß gesäumten Rand.
Die Flügeloberseiten der Weibchen sind einfarbig dunkelbraun und erscheinen gelegentlich blau bestäubt.

### Ähnliche Arten
- Glaucopsyche melanops (Boisduval, 1828) Südwesteuropa
- Glaucopsyche paphos (Chapman, 1920) wird bei einigen Autoren als Unterart von Glaucopsyche melanops behandelt.

## Genetik
Vom Genom eines männlichen Alexis-Bläulings sind 620 Mb (Megabasen) sequenziert und in silico 23 Großmolekülen zugeordnet, die seinen 1n = 23 Chromosomen entsprechen. Das männliche Geschlecht bestimmt das Z-Chromosom, es wird als Nummer 23 gezählt. Die Daten sind abgelegt im European Nucleotide Archive und unter der Nummer PRJEB43798 zugänglich.

## Verbreitung
Der Alexis-Bläuling ist in fast ganz Europa verbreitet, einschließlich Fennoskandien, Korsika, Sizilien, Korfu und weiterer griechischer Inseln. In Algerien tritt die Art nur selten und lokal in Erscheinung und zwar in Saida, Aflou, Batna, Khenchela, Coverdo, Col de Ben-Chiacao und Lambessa. In Tunesien kommt er im Gebiet um Hammamet vor. Er fehlt auf den atlantischen Inseln, in Portugal, Westspanien, Großbritannien, den Niederlanden, in Norddeutschland, dem Baltikum, auf den Balearen, auf Sardinien und Kreta.

## Lebensweise
Die Art ist Wärme liebend und bevorzugt naturnahe, magere Bereiche insbesondere in steilen Hanglagen.

### Falter-Flugzeit
Der Alexis-Bläuling fliegt in einer Generation von Mai bis Juni. Unter günstigen klimatischen Bedingungen kann eine zweite partielle Generation von Ende Juli bis August ausgebildet werden.
Die Nahrungspflanzen des Falters sind nur unzureichend erfasst. Bekannt sind Esparsette, Gewöhnlicher Hornklee, Hufeisenklee, Wiesen-Platterbse und Tragant. Daneben wurden Falter auch beim Saugen an feuchter Erde oder Flusssand beobachtet.

### Larvenstadien
Die Raupen sind meist grünlich oder dunkelrosa und bräunlich gescheckt und neigen vor der Verpuppung zu einer weißen Umfärbung. Die Puppe überwintert. Diskutiert wird neben einer zweiten partiellen Generation auch die Möglichkeit der Überwinterung als Raupe, die in Mitteleuropa auf den Kaiserstuhl und dessen Umgebung beschränkt ist.
Zu den Futterpflanzen der Raupen zählen:
- Färber-Ginster (Genista tinctoria)
- Gelber Steinklee (Melilotus officinalis)
- Weißer Steinklee (Melilotus alba)
- Luzerne (Medicago sativa)
- Sichel-Schneckenklee (Medicago falcata)
- Tragant (Astragalus spec.)
- Gewöhnlich-Buntkronwicke (Securigera varia)
- Futter-Esparsette (Onobrychis viccifolia)
- Vogel-Wicke (Vicia cracca)

## Gefährdung und Schutz
- Rote Liste BRD: 3[5]